# 好感情の時代

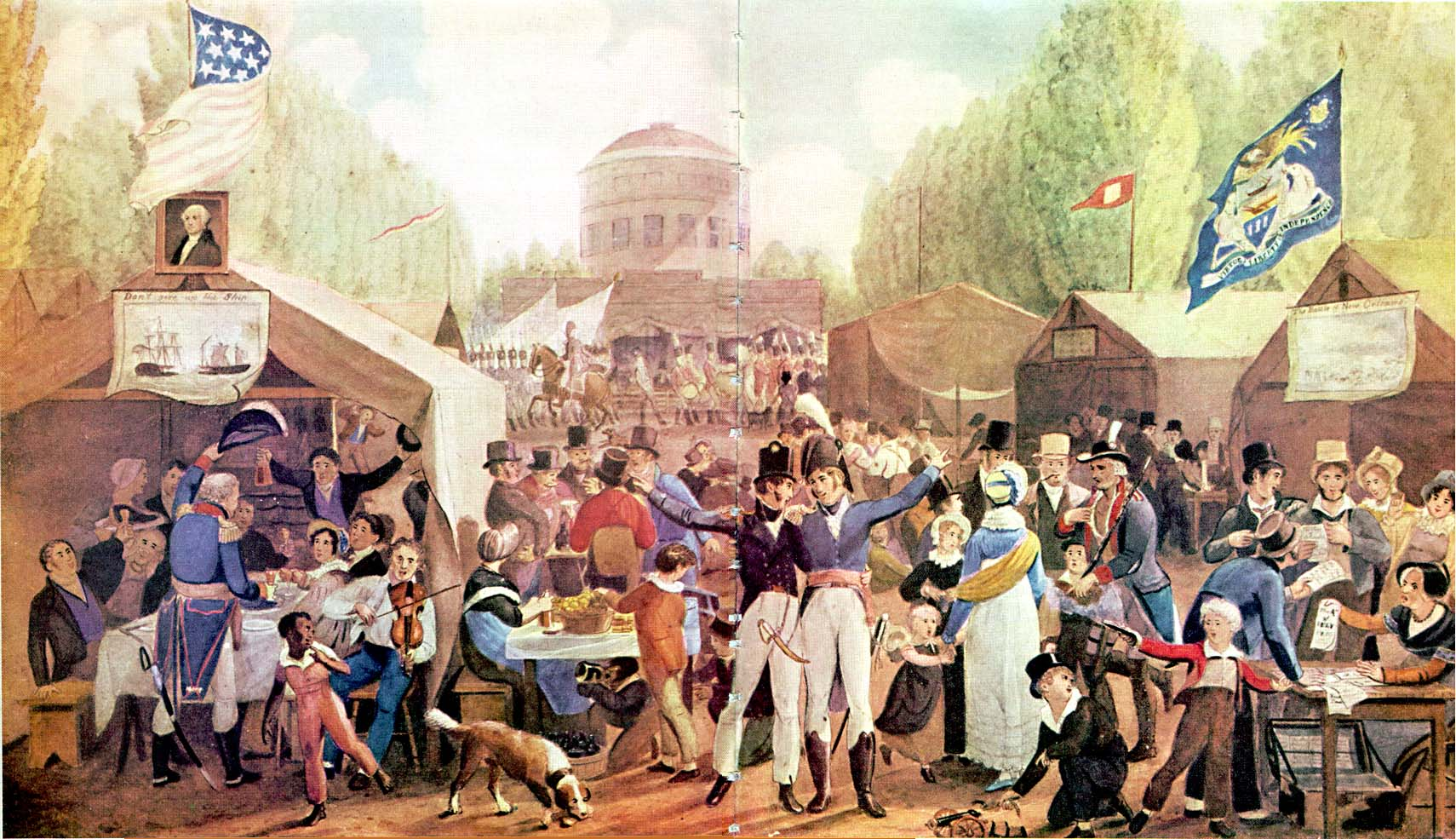
セントラルスクエアでの独立記念日

好感情の時代（こうかんじょうのじだい、英: Era of Good Feelings）は、19世紀前半のアメリカ合衆国において、政党対立がほとんど見られなかった一時期をさした表現。とりわけ、5代大統領ジェームズ・モンローの時代（在任:1817年-1825年）にあたる。ただし、「好感情」、「いい気持ち」というのはあくまで支配層である白人主体の表現であって、これはインディアンや黒人の血で贖われた犠牲を無視した上に成立したものである。

## 概要
ボストンの新聞「コロンビアン・センティネル」（Columbian Sentinel）が1817年に用いた表現がその起源とされる。第3代大統領トーマス・ジェファソン（1800年当選）以来、合衆国では民主共和党の大統領が連続していた。第4代大統領ジェームズ・マディソンの時代に勃発した、インディアンとイギリス、合衆国の領土争奪戦争である米英戦争は、アメリカ白人のナショナリズムを高揚させるとともに、親英的姿勢の強い連邦党の趨勢をさらに弱めさせた。こうした状況下で、リパブリカン党のジェームズ・モンローが圧倒的支持（対立候補に対して約6倍の大統領選挙人の支持を得た）のもとに第5代大統領に就任し、事実上政党対立が消滅した。

## 「好感情の時代」の諸相

### 米英戦争、インディアンとの抗争と合衆国の拡大
1776年に独立宣言したアメリカ合衆国の、1812年当時の入植状況は緩慢に進行していた。白人人口の3分の2以上が大西洋の海岸線に沿って50マイル以内に住んでいた。人口の中心はボルチモアの18マイル以内にあり、アレゲニー山脈を横断する道路は2つだけしかなく、50万人以上の入植者が、当時は「遠い西部」とされたケンタッキー州、テネシー州、オハイオ州やペンシルベニア州にいるだけだった。イリノイ州、インディアナ州、ミシガン州、ウィスコンシン州一帯は、キカプー族、マイアミ族、ワイアンドット族などのインディアン部族の領土だった。アラバマ州、ミシシッピ州、ジョージア州一帯はチェロキー族、チカソー族、チョクトー族、クリーク族の領土だった。
オハイオ州の植民地化は、1812年の米英戦争からではなく、1803年から目的化されていた。トーマス・ジェファーソンは1803年に「白人入植者がミシシッピ川の東側を完全占領するまで千年かかるだろう」と推定している。米英戦争の終結は、原住者であるインディアンの民族浄化を進め、インディアンを追いだした後のインディアナ州、イリノイ州、オハイオ州北部、ジョージア州、ノースカロライナ州、アラバマ州、ミシシッピ州、ルイジアナ州、テネシー州に白人入植者を殺到させた。1818年、1817年、1816年、1812年にルイジアナ州、イリノイ州、ミシシッピ川、インディアナ州、1819年にアラバマ州と、合衆国議会は矢継ぎ早に5つの州の連合を認めた。
南東部に殺到した白人入植者たちは、インディアンを追いだした後の広大な土地を、合衆国からただ同然の安値で購入した。合衆国は大西洋沿岸部やバハマ諸島のインディアンを奴隷として購入し、またアフリカ西海岸から黒人奴隷も導入して白人入植者に供給し、ミシシッピ川以東の肥沃な土地に一大プランテーションを経営し始めた。
合衆国は西部への植民地拡大のために、全国の道路や運河を拡張させる計画を立てた。1808年、トーマス・ジェファーソンの財務長官アルバート・ギャラティンは、運河や道路の建設のために2千万ドルの計画を立案している。ジョン・カルフーンは1816年、この計画を国費で購う国家事業と位置付けて、議会でこう呼びかけた。「さあ諸君、道路や運河の完璧なシステムで共和国を結び付けよう。我々は宇宙を征服するのだ。」カルフーンの法案は可決されたが、ジェームズ・マディソンは憲法上の理由でこの法案に拒否権を発動した。しかし合衆国は、国内産業の育成のため保護貿易主義を採った。また、領土拡大のために公共土地政策を進めたが、これはつまり、植民地拡大のためならインディアンの土地所有は無効化できる、というものである。
1815年には、地中海でのアメリカの商船に対するバーバリー海賊の襲撃を終わらせた。1817年に米国はアルジェの支配者に敬意を支払っていた。1815には、スティーブン・ディケーターがバーバリ戦争に勝利したのである。1818年、英国はミネソタ州北の米国とカナダの間の国境協定に合意し、カナダ東部の海域のアメリカの漁業権を付与した、オレゴン州地域の共同占領に同意した。

### スペイン海上帝国との抗争
米英戦争後に合衆国が直面した重要な外交問題は、崩壊を始めたスペインの新世界帝国だった。スペインの「新世界」植民地の多くは、「ナポレオン戦争」での欧州の混乱を利用して独立戦争を始めていた。中米でのこれらの革命は、米国白人の強い共感を呼んだが、多くのアメリカ白人は、スペインの「新世界」植民地でヨーロッパの列強が君主秩序を回復するかもしれないことを恐れていた。
最大の火種はスペインの支配下にあったフロリダ州だった。海賊、黒人逃亡奴隷、およびインディアンはこの地を拠点に、ジョージア州の入植地を襲撃していた。合衆国は1817年12月に、フロリダのセミノール・インディアンを黙らせるためにはアンドリュー・ジャクソン将軍を送り込んだ。ジャクソンは、セミノール族インディアンを女・子供を問わず皆殺しにし、村を破壊し、スペイン総督を打ち倒した。彼はまた、セミノール人に味方したイギリス人2人を裁判にかけ処刑した。
ジャクソンの行為は合衆国議会で騒動になり、スペインはジャクソンの処罰を要求した。結局アダムズ大統領は、フロリダ州への襲撃は、「正当な行為であった」と宣言した。スペインは1819年の「アダムズ＝オニス条約」で米国にフロリダ州を譲った。その見返りに、米国はスペインに500万ドルを損害賠償することで合意した。

### モンローの登場

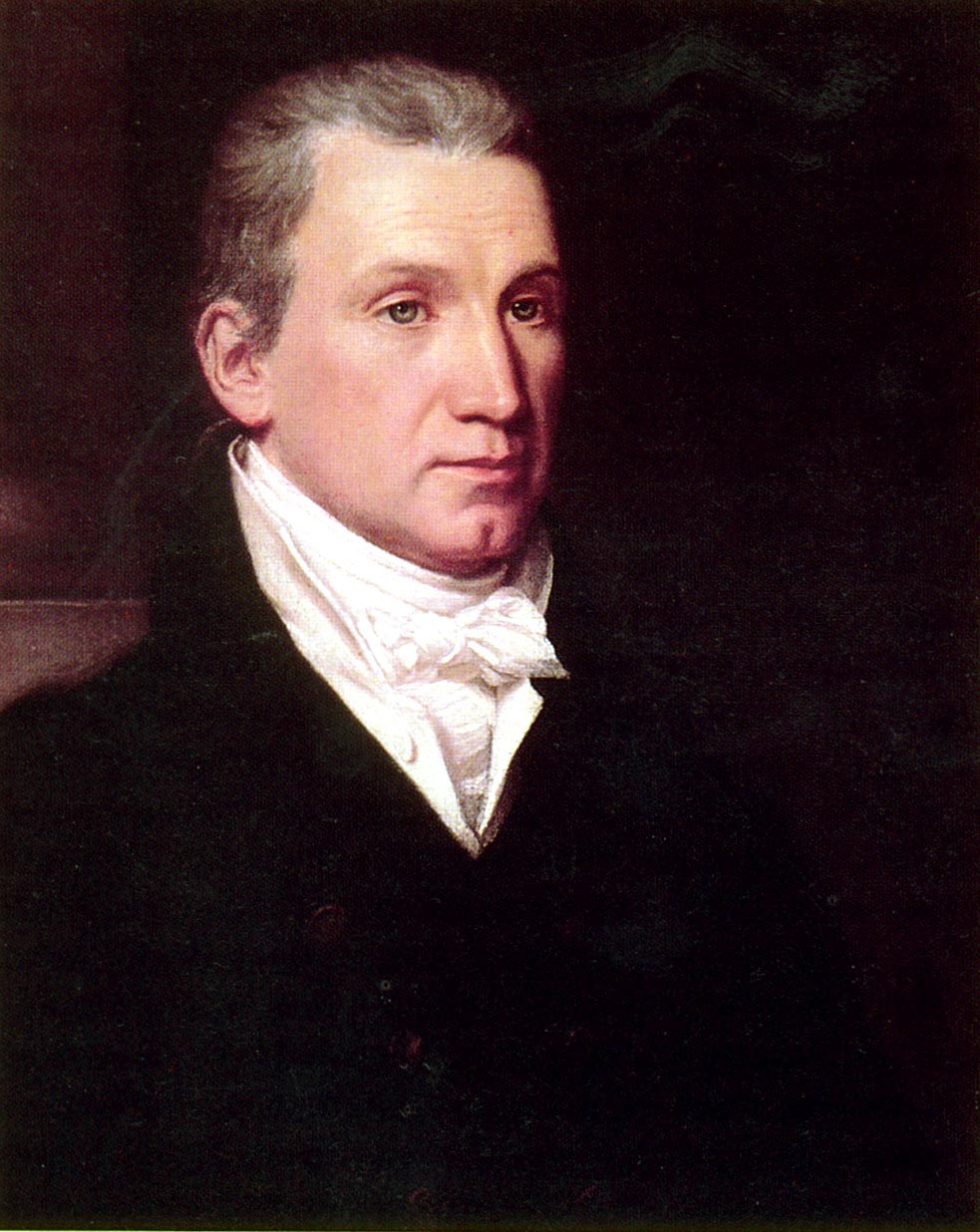
ジェームズ・モンロー大統領（John Vanderlyn, 1816）

ジェームズ・モンローは、「アメリカ合衆国建国の父」と呼ばれる人びとのなかで最後に大統領になった人物である。フランスに特使として派遣されて1803年の「ルイジアナ買収」で3代大統領トーマス・ジェファーソン（在任:1801年-1809年）を助け、ジェームズ・マディソン大統領（在任:1809年-1817年）のもとでは、6年間国務長官を務め、1814年以降は陸軍長官を兼任するなど、同じヴァージニア州出身の2人の先輩を手堅く補佐した。マディソンの信頼厚いモンローは2つの職務を懸命にこなし、ワシントンD.C.の司令官として志願兵を募り、正規軍の拡大強化に尽力するなどリーダーシップを発揮した。とくに、1812年の米英戦争の際、一時占領された首都ワシントンの復興に大きく貢献したことは、モンローの名を高めた。1816年アメリカ合衆国大統領選挙ではジェファーソン、マディソン2人の後援に支えられてリパブリカンズの大統領候補となり、フェデラリスツのルーファス・キングを大きく引き離して当選した。米英戦争に反対したフェデラリスツの勢力は衰え、大統領就任後のモンローは、独立以来はじめて、党派対立のないリパブリカンズ主導の政治を実現することができた。モンローは、アメリカ独立戦争を戦った指導者の世代として高い権威を保った。この時代を称して「好感情の時代」という。
アメリカ人の間にナショナリズムの高揚がみられた時期、モンロー政権は1819年にスペインからフロリダ州を購入し、1823年には「モンロー主義」を打ち出した。これは西半球においてはアメリカ覇権の象徴となった。スペインやポルトガルから独立を始めたラテンアメリカ諸国に対して、ヨーロッパ列強がこの地を再植民地化するのを防ぐ警告としての意味合いがあったからである。一方で、ロシア帝国が北アメリカの太平洋沿岸地域に進出するのを牽制する意味もあった。外交ではイギリスやカナダに一目置かせ、カリブ海での覇権を手中にし、上述の通り、フロリダを手に入れた。また、ネイティブ・アメリカンの犠牲のもとに広大な領土を手に入れ、アフリカから連れてきた黒人奴隷の奴隷労働によるプランテーション経営が進み、アメリカ経済は発展したが、一方では奴隷制をめぐる南北の対立は深刻化した。「いい気持ち」の時代はアメリカ合衆国外交の中で最も成功した期間のひとつとなったが、その一方では国内矛盾から将来の波乱がもたらされる予兆もあった。
モンローは、2期目の選挙（1820年アメリカ合衆国大統領選挙）では、1人を除いた全ての選挙人から支持をえて再選を果たした。しかし、肥大化した民主共和党に内部対立が生じ、国民共和党（後のホイッグ党）と民主党への分裂へと至り、「好感情の時代」は終わりを迎えた。